# 乌敦套海镇
乌敦套海镇，是中华人民共和国内蒙古自治区赤峰市翁牛特旗下辖的一个乡镇级行政单位。

## 行政区划
乌敦套海镇下辖以下地区：
新城社区、山西社区、下府村、太湖村、三道沟村、三间房村、三十家子村、新府村、新北村、二排子村、北井村、五牌子村、二节地村、敖之木村、中心村、马架子村、玉田皋村、孤山子村和那吉来村。